# Center za izobraževanje Filozofske fakultete
Center za izobraževanje Filozofske fakultete (CIFF) je organizacijska enota Filozofske fakultete v Ljubljani, katere poslanstvo je razvijati kakovostno, sodobno, raziskovalno podprto pedagoško izobraževanje učiteljev na vseh stopnjah vzgoje in izobraževanja ter različne oblike izpopolnjevanja za strokovno rast diplomantov na vseh študijskih področjih fakultete.

## Področja delovanja CIFF
CIFF deluje na področjih:
- študijskih programov za izpopolnjevanje izobrazbe:
- Pedagoško-andragoška izobrazba za strokovne delavce v osnovnih in srednjih šolah,
- Program za pridobitev pedagoško-andragoško izobrazbe za predavatelje višjih strokovnih šol,
- Študijski program za izpopolnjevanje iz bibliotekarstva,
- Strokovno izobraževanje tolmačev za sodišča in urade,
- Izobraževanje mentorjev za praktično usposabljanje v delovnih organizacijah,
- Osnove visokošolske didaktike,

- programov profesionalnega usposabljanja strokovnih delavcev in delavk v vzgoji in izobraževanju,
- izobraževanja s področja visokošolske didaktike,
- jezikovnih tečajev,
- izpitov iz tujih jezikov,
- nacionalnih poklicnih kvalifikacij za skupnostne tolmače in tolmačke,
- izobraževanja s področja mentoriranja študentov in študentk na praksi,
- podpore organizaciji praktičnega usposabljanja študentov in študentk fakultete,
- koordinacije projektov EU,
- koordinacije sistema tutorstva na fakulteti,
- koordinacije delovanja alumnata na fakulteti,
- mednarodnega sodelovanja, organizacije konferenc in poletnih šol ter
- založništva publikacij s področja navedenih dejavnosti.

## Ustanovitev
Center za izobraževanje Filozofske fakultete (CIFF) je bil ustanovljen marca 1978 kot Center za pedagoško izobraževanje FF (CPI FF) in sicer kot strokovno in organizacijsko središče za razvijanje ter pospeševanje vseh dejavnosti, ki prispevajo k boljšemu pedagoškemu usposabljanju študentov in učiteljev za vse vrste in stopnje šol. Pobudnica ustanovitve je bila prof. ddr. Barica Marentič Požarnik. 15. septembra 2022 se je zaradi razširjene palete delovanja pod vodstvom predstojnice prof. dr. Cirile Peklaj in vodje centra doc. dr. Mojce Leskovec preimenoval v Center za izobraževanje FF. 

## Študijski programi za izpopolnjevanje
Vse od ustanovitve CIFF izvaja javno veljavne programe pedagoško-andragoškega izobraževanja za diplomante nepedagoških programov, ki želijo pridobiti kvalifikacijo za poučevanje na osnovnih in srednjih šolah. Sprva so si jo zaposleni v vzgoji in izobraževanju, ki niso imeli pedagoško-andragoške izobrazbe, pridobili z izpiti iz psihologije, didaktike in pedagogike, od leta 1978 pa tudi andragogike in metodike pouka praktičnega dela. Sčasoma so se kot priprava na izpite pričela organizirati predavanja, ki so se iz leta v leto izpopolnjevala, dokler leta 1981 ni bil pripravljen novi splošni vzgojno-izobraževalni program izpopolnjevanja za pridobitev pedagoško-andragoške izobrazbe. Tega je leta 1996 nadomestil prvi fakultetni program v obsegu 390 ur. Ob bolonjski prenovi visokega šolstva je bil glede na nova merila prenovljen tudi program Pedagoško-andragoška izobrazba za strokovne delavce v osnovnih in srednjih šolah, ki se izvaja od leta 2010 dalje.
S spremembo šolske zakonodaje leta 1996 se je vzpostavil sistem višjih strokovnih šol, za njihove predavatelje pa je bila predpisana tudi pedagoško-andragoška izobrazba. Ker osnovni program za pridobitev pedagoško-andragoške izobrazbe po vsebini in obsegu ni bil primeren za predavatelje višjih strokovnih šol, je CIFF v sodelovanju z Oddelkom za pedagogiko in andragogiko ter Oddelkom za psihologijo pripravil program, ki je bil prvič izveden v študijskem letu 2000/01.
CIFF je razvil in ponudil sistematično izpopolnjevanje tudi učiteljem visokih šol oziroma univerz. Od ustanovitve dalje je organiziral različna izobraževanja s področja visokošolske didaktike. Leta 1999 je bilo izobraževanje Osnove visokošolske didaktike potrjeno tudi kot program za izpopolnjevanje, namenjen univerzitetnim učiteljem in sodelavcem, zlasti pa asistentom, ki prvič pridobivajo naziv visokošolskega učitelja. CIFF je s področja visokošolske didaktike prav tako organiziral poletne in zimske šole. V sodelovanju z Oddelkom za bibliotekarstvo, informacijsko znanost in knjigarstvo je CIFF pripravil Študijski program za izpopolnjevanje iz bibliotekarstva za knjižničarje, ki se izvaja od študijskega leta 2001/02, v prenovljeni obliki od študijskega leta 2011/12. Izpopolnjevanje iz bibliotekarstva za šolske knjižničarje (ŠPIK-Š) je namenjeno učiteljem, ki nameravajo delati ali že delajo v šolskih knjižnicah. Od študijskega leta 2018/19 se izvaja tudi Izpopolnjevanje iz bibliotekarstva za bibliotekarski izpit (ŠPIK-B), ki je namenjeno kandidatom za bibliotekarski izpit, ki glede na določbe Zakona o knjižničarstvu nimajo ustrezne smeri izobrazbe in morajo zato pred opravljanjem bibliotekarskega izpita opraviti študijski program za izpopolnjevanje iz bibliotekarstva.
V letu 2015 je bil akreditiran študijski program za izpopolnjevanje Izobraževanje mentorjev za praktično usposabljanje v delovnih organizacijah, namenjen izpopolnjevanju ali izobraževanju že zaposlenih oseb, ki v gospodarskih in negospodarskih organizacijah opravljajo ali bodo opravljali mentorstvo na praktičnem usposabljanju. V sodelovanju z Oddelkom za prevajalstvo se od študijskega leta 2018/19 izvaja tudi novi akreditirani študijski program za izpopolnjevanje Strokovno izpopolnjevanje tolmačev za sodišča in urade. Študijski program je namenjen tistim, ki delajo v skupnostnem tolmačenju, in sodnim tolmačem, ki bi želeli poglobiti svoje znanje.

## Programi profesionalnega usposabljanja v VIZ
CIFF je s študijskim letom 1989/90, ko je bil v Sloveniji vzpostavljen sistem organiziranja in sofinanciranja dodatnega izobraževanja učiteljev, prevzel vlogo koordinatorja, usklajevalca in svetovalca pri organizaciji in izvedbi programov stalnega strokovnega izpopolnjevanja učiteljev (od 2004 programi profesionalnega usposabljanja) na Filozofski fakulteti. Glede na multidisciplinarnost in sodobne zahteve učiteljskega poklica si CIFF prizadeva za povezovanje znanj s področja vzgoje in izobraževanja ter posameznih strok pri oblikovanju predmetov znotraj posameznih programov, predvsem pa pri spodbujanju razvoja specialnih didaktik za področja, kjer te didaktike niso razvite.

## Projekti
Z vstopom Slovenije v Evropsko unijo leta 2004 se je odprlo novo področje delovanja CIFFa, in sicer vodenje razvojnih projektov, sofinanciranih iz Evropskega socialnega sklada in področnega ministrstva. Za dvig kakovosti izobraževanja učiteljev in celotnega pedagoškega procesa na Filozofski fakulteti so bili posebej pomembni trije projekti, povezani z bolonjsko prenovo, ki jih je CIFF vodil v letih 2004–2007: Posodabljanje in razvijanje študijskih programov visokega šolstva (2004–2005), Nove kvalitete bolonjske prenove programov FF (2005–2006) ter Celostno razvijanje, spremljanje in odpiranje bolonjskih študijskih programov Filozofske fakultete (2006–2007). V okviru teh projektov je bil oblikovan skupni pedagoški modul v obsegu 60 kreditnih točk, ki daje večji poudarek praktičnemu izobraževanju učiteljev.
Iz istih virov sta bila sofinancirana tudi projekta, ki sta se navezovala na spodbujanje partnerstva med različnimi udeleženci, ki sodelujejo v procesu izobraževanja učiteljev. Projekta Partnerstvo fakultet in šol v letih 2004–2005 ter 2006–2007 sta bila pomembna za spodbujanje partnerstva med fakulteto in šolami, ki sodelujejo pri praktičnem usposabljanju študentov pedagoških študijskih programov.
CIFF se je vključil tudi v spodbujanje uporabe informacijsko-komunikacijske tehnologije pri pedagoškem procesu in spodbujanje informacijske pismenosti, saj je od leta 2006 koordiniral in vodil projekt uvajanja e-učenja na fakulteti, sprva v okviru bolonjskih projektov. Organiziral je tudi različna izobraževanja za učitelje Filozofske fakultete o uporabi informacijskega sistema Moodle v procesu poučevanja in pedagoškim delavcem do konca leta 2008 nudil strokovno in tehnično podporo pri uporabi e-učilnic v študijskem procesu. CIFF je prav tako koordiniral projekta ESS IKT v pedagoških študijskih programih UL (2017– 2018) in Digitalna UL – z inovativno uporabo IKT do odličnosti (2017–2020).
Od leta 2014 CIFF skrbi za povezovanje z gospodarstvom v obliki študentskih projektov Po kreativni poti do praktičnega znanja (PKP), od 2017 pa tudi z negospodarstvom prek projektov Študentski inovativni projekti za družbeno korist (ŠIPK).
CIFF je prav tako koordiniral projekta Merjenje učinkovitosti sistema izobraževanja in usposabljanja za izboljšanje usposobljenosti izobraževalcev (PIAAC, 2012–2015), ki ga je na fakulteti vodil Oddelek za pedagogiko in andragogiko, ter Inovativno učenje in poučevanje za kakovostne kariere diplomantov in odlično visoko šolstvo (INOVUP, 2018–2022).

## Izpiti iz tujih jezikov
Od leta 2006 CIFF izvaja izpite iz znanja tujih jezikov, ki so od leta 2021 umeščeni v Skupni evropski jezikovni okvir. Kandidati na CIFFu lahko opravljajo izpite iz 23 tujih jezikov: albanščine, angleščine, nemščine, nizozemščine, švedščine, francoščine, italijanščine, španščine, portugalščine, hrvaščine, srbščine, makedonščine, ruščine, češčine, slovaščine, poljščine, madžarščine, japonščine, kitajščine, korejščine, nove in stare grščine ter latinščine. Od leta 2021 CIFF prav tako izvaja postopke preverjanja in potrjevanja nacionalne poklicne kvalifikacije skupnostni tolmač/skupnostna tolmačka za albanski jezik.

## Jezikovni tečaji in poletne šole tujih jezikov
Delo na CIFFu je preraslo zgolj spodbujanje pedagoškega izobraževanja na Filozofski fakulteti. CIFF je danes vključen v spodbujanja vseh vrst izpopolnjevanja na različnih študijskih področjih Filozofske fakultete, ki udeležencem omogoča vseživljenjsko učenje.2 Mednje sodijo tudi jezikovni programi, ki jih CIFF pospešeno razvija od leta 2019. Prizadeva si za promocijo poučevanja in učenja tujih jezikov. Za dijake, študente in drugo zainteresirano javnost razpisuje celoletne jezikovne tečaje, organizira poletne šole tujih jezikov, po načelu raznojezične usmerjenosti in v smislu pluralističnih pristopov združenih po jezikovnih družinah. Za učitelje v osnovnih in srednjih šolah ter za visokošolske učitelje ponuja delavnice in seminarje s področja več- in raznojezičnosti ter medkulturnosti. Sodeluje tudi pri projektu ESS Jeziki štejejo (JEŠT).
Na tečajih CIFFa se od leta 2022 poučuje 34 klasičnih in modernih jezikov: albanščina, angleščina, arabščina, bolgarščina, češčina, esperanto, finščina, francoščina, hrvaščina, italijanščina, japonščina, katalonščina, kitajščina, korejščina, latinščina, litovščina, madžarščina, makedonščina, nemščina, nizozemščina, norveščina, nova grščina, poljščina, portugalščina, romunščina, ruščina, slovaščina, srbščina, stara grščina, stara indijščina (sanskrt), španščina, švedščina, turščina in ukrajinščina.

## Alumnat
V letu 2021 se je pod okriljem CIFFa oblikoval alumnat, ki je prostovoljno združenje diplomantov, magistrantov in doktorantov fakultete. Alumnat sestavljajo klubi alumnov posameznih oddelkov fakultete, ki delujejo samostojno in imajo svoje koordinatorje. Njegove naloge so promocija Filozofske fakultete ter uveljavljanje družboslovnih in humanističnih strok, spodbujanje povezovanja diplomantov, magistrantov in doktorantov s fakulteto, spodbujanje povezovanja fakultete z gospodarskimi in negospodarskimi dejavnostmi, promocija, krepitev in podpiranje vloge že ustanovljenih klubov alumnov na posameznih oddelkih ter njihovo medsebojno povezovanje in spodbujanje sodelovanja z drugimi strokami oz. med strokami.